# Сперантова Валентина Олександрівна
Сперантова Валентина Олександрівна (рос. Сперантова Валентина Александровна; 24 лютого 1904, Зарайськ, Рязанська губернія, Російська імперія — 7 січня 1978, Москва, СРСР) — радянська російська актриса театру і кіно. Заслужена артистка РРФСР (1946). Народна артистка РРФСР (1950). Народна артистка СРСР (1970). Лауреат Державної премії РРФСР імені Н. К. Крупської (1974). Нагороджена орденами та медалями.

## Біографічні відомості
У 1925 році закінчила театральний технікум ім. А. В. Луначарського (нині ГІТІС).
З 1925 року — актриса Першого державного педагогічного театру (з 1931 року — Державний Центральний театр юного глядача (Держценттюг / рос. Госцентюз).
У 1942—1944 рр. — актриса фронтового театру рос. ВТО (Всеросійського театрального товариства).
З 1944 року — актриса Центрального дитячого театру (нині Російський академічний молодіжний театр). Сперантова — єдина в історії театру Народна артистка СРСР.
У кіно — з 1953 року (перша роль — бабуся Сіма у фільмі «Альоша Птицин виробляє характер»), зіграла 25 різнохарактерних ролей. Знялася у двох кінострічках українських кіностудій: «Випадок зі слідчої практики» (1968) і «Дід лівого крайнього» (1973).
Близько 50 разів брала участь у телевізійній програмі «На добраніч, малюки!» в образі бабусі Тетянушки.
Створила велику кількість літературних та казкових образів на Всесоюзному радіо (де пропрацювала 40 років), зокрема — травесті в програмі «Пионерская зорька».
Брала участь в озвучуванні мультфільмів на студії «Союзмультфільм».
Деякий час викладала в театральному училищі.
Член КПРС з 1953 року.
Померла 7 січня 1978 року (за іншими джерелами — 6 січня). Похована в Москві на Новодівочому кладовищі.

## Театральні роботи

### Госцентюз
(російською)
- 1925 — Джо Гарпер («Том Сойер» Н. Векстерн и И. Романовского по М. Твену)
- 1925 — Серёга («Самолёт» Б. Никифорова)
- 1926 — Нинка-Хромушка («Колька Ступин» С. Ауслендера и А. Солодовникова)
- 1927 — Ши Тао («Жёлтая собака» С. Маккавеева)
- 1927 — Ягнёнок, Жена сапожника («Басни» И. Крылова)
- 1928 — Дуняшка («Женитьба» Н. Гоголя)
- 1928 — Немецкий пионер («Так держать» А. Иркутова)
- 1928 — Егорка («Чёрный Яр» А. Афиногенова)
- 1929 — Франька («Так было» А. Бруштейн)
- 1929 — Ахмет («Винтовка № 492116» А. Крона)
- 1930 — Мишка («Пороги» А. Афиногенова)
- 1931 — Франуэль («Чемодан Коауса Хитльснера» В. Курдюмова)
- 1932 — Бьятта («Джордано Бруно» Т. Голицыной)
- 1932 — Липочка («Свои люди — сочтёмся» А. Островского)
- 1932 — Мишка («Ровесники» В. Курдюмова)
- 1934 — Птаха («Клад» Е. Шварца)
- 1935 — Геальмар («Сказки Андерсена» В. Смирновой)
- 1936 — Степок («Бежин Буг» А. Ржешевского)
- 1937 — Дочь мельника («Русалка» А. Пушкина)
- 1938 — Том Кенти («Том Кенти» С. Михалкова по роману М. Твену «Принц и нищий»)
- 1938 — Ёлочка («Совершеннолетие» В. Любимовой)
- 1939 — Машутка («Ломоносов» М. Сизовой)
- 1939 — Лиза («Горе от ума» А. Грибоедова)
- 1940 — Панюшка («Единая боевая» А. Бруштейн)
- 1941 — Ганька («Дом № 5» И. Штока)

### Центральний дитячий театр
Режисер-постановник:
- 1977 — «Сомбреро» С. Міхалкова (у співавт. з А. О. Некрасовою)

Театральні ролі (російською):
- 1944 — Лена («Далёкий край» Е. Шварца)
- 1944 — Герда («Снежная королева» Е. Шварца)
- 1945 — Ваня Солнцев («Сын полка» по В. Катаеву)
- 1947 — Шура Бадейкин («Красный галстук» С. Михалкова)
- 1948 — Кей («Снежная королева» Е. Шварца)
- 1949 — Митя («Дубровский» Н. Волкова)
- 1949 — Анна Григорьевна («Её друзья» В. Розова)
- 1951 — Володя Дубинин («Володя Дубинин» В. Гольдфельда (по повести «Улица младшего сына» Л. Кассиля и М. Поляновского)
- 1951 — Княгиня Тугоуховская («Горе от ума» А. Грибоедова)
- 1952 — Коробочка («Мёртвые души» Н. Гоголя)
- 1952 — Кордула, жена скрипача («Волынщик из Страконице» И. Тыла)
- 1953 — Кукушкина («Доходное место» А. Островского)
- 1955 — Чиполлино («Приключения Чиполлино» С. Богомазова и З. Потаповой по Дж. Родари)
- 1956 — Миссис Корни («Оливер Твист» Д. Альмара по Ч. Диккенсу)
- 1957 — Клавдия Васильевна Савина («В поисках радости» В. Розова)
- 1958 — Миссис Гарпер («Том Сойер» Н. Векстерн и И. Романовского по М. Твену)
- 1960 — Ольга Петровна Шилова («Неравный бой» В. Розова)
- 1960 — Мария Александровна Ульянова («Семья» И. Попова)
- 1960 — Тётя Дуся («Бывшие мальчики» Н. Ивантер)
- 1962 — Старушка (Волшебница) («Цветик-семицветик» В. Катаева)
- 1962 — Мария Леонтьевна («Пристань „Кувшинка“» Г. Карпенко)
- 1962 — Мария Ивановна («Перед ужином» В. Розова)
- 1963 — Анфиса Петровна, бабушка Вани («Один страшный день» Ю. Сотника)
- 1963 — Фёкла Ивановна («Женитьба» Н. Гоголя)
- 1964 — Тихоновна («Чудеса в полдень» Г. Мамлина)
- 1965 — Василиса Фёдоровна, завуч («Гусиное перо» С. Лунгина и И. Нусинова)
- 1965 — Старуха Ставен («Дух Фландрии» А. Ладынина)
- 1965 — Мария Александровна Ульянова («Начало пути» П. Вернадского)
- 1965 — Баба («Сказки» С. Маршака)
- 1966 — Старуха («Сказки» А. Пушкина)
- 1967 — Мать Павки («Как закалялась сталь» Г. Печникова по Н. А. Островскому)
- 1967 — Марья, крестьянка («Любовь Яровая» К. Тренёва)
- 1967 — Мать («Карусель» по сказке С. Маршака)
- 1967 — Орлова Мария Андреевна, старая учитеальница («Традиционный сбор» В. Розова)
- 1969 — Бабушка («Девочка и апрель» Т. Ян)
- 1969 — Мария Александровна Ульянова («Удивительный год» по М. Прилежаевой)
- 1971 — Бабушка («Обратный адрес» А. Алексина)
- 1971 — Бабушка («Снежная королева» Е. Шварца)
- 1973 — Бабушка («Звоните и приезжайте» А. Алексина)
- 1974 — Бабушка Вера («Молодая гвардия» А. Алексина)
- 1977 — Директор школы («Последняя четверть» Н. Воронова и А. Горюнова)

## Фільмографія
- «Альоша Птицин виробляє характер» (1953, бабуся Сіма)
- «Шумний день» (1960, Клавдія Василівна Савіна; реж. Г. Натансон, А. Ефрос)
- «Любушка» (1961, Адель Максимівна, економка у Бурміна)
- «Останній місяць осені» (1965, мати)
- «Сіра хвороба» (1966, актриса)
- «Два квитки на денний сеанс» (1966, мати Лебедянського)
- «Поряд з вами» (1967, Ніна Іванівна, сусідка Каті по квартирі)
- «Служили два товариші» (1968, епізод (немає в титрах)
- «Випадок зі слідчої практики» (1968, мати Макарцева; Одеська кіностудія)
- «Веселе чарівництво» (1969, Акуліна Іванівна / Баба Яга)
- «Тиха сімейка» (1969, фільм-спектакль; мати Ніколетти)
- «Півгодини на чудеса» (1970, бабуся Ліда)
- «Одруження» (1970, фільм-спектакль; Фекла Іванівна)
- «Дівчинка і квітень» (1970, фільм-спектакль)
- «За кам'яною стіною» (1971, фільм-спектакль)
- «Хороший хлопець» (1971, Дороті Паркер, дружина Дена Паркера)
- «Жив-був у бабусі» (1972, фільм-спектакль; бабуся)
- «За все у відповіді» (1972, Єлизавета Федорівна Орлова, заслужена вчителька республіки; реж. Г. Натансон)
- «Вільна година» (1972, фільм-спектакль; тітка Нюша)
- «Сторінка життя» (1972, фільм-спектакль; Єлизавета Максимівна)
- «Велика перерва» (1972—1973, тітка Глаша, прибиральниця; реж. О. Корєнєв)
- «Дід лівого крайнього» (1973, Юлія Петрівна, давня знайома Трохима; Кіностудія ім. О. Довженка)
- «Лист з юності» (1973, Назариха, Аграфена Миронівна, коваль)
- «Зворотня адреса» (1973, фільм-спектакль; бабуся)
- «Пушкінські казки» (1973, фільм-спектакль; Стара — «Казка про рибалку та рибку»)
- «Казка про рибалку та рибку» (1973, фільм-спектакль)
- «Три дні в Москві» (1974, бабуся; реж. О. Корєнєв)
- «Яка у вас посмішка» (1974, баба Варя, бабуся Сергія)
- «Таке коротке довге життя» (1975, тітка Дуся Ігнатьєва, мати Івана Петровича («Повернення»)
- «Довга, довга справа...» (1976, покупець прального порошку)
- «Довга подорож до моря» (1976, старенька)
- «Єралаш» (1976, «Футбольний м'яч» (8-й випуск); бабуся воротаря (немає в титрах)
- «Фіалка» (1976, фільм-спектакль; нянечка в будинку для людей похилого віку)
- «Доброта» (1977, Параска Василівна, бабуся Юри Щукіна)
- «Коли поряд чоловік» (1977, Олександра Олександрівна)
- «Чотири неспокійні дні в Кудинівці» (1978, фільм-спектакль; Морозиха)

## Озвучування мультфільмів
- «Горбоконик» (1947, Іван)
- «Новорічна ніч» (1948, Новий рік (немає в титрах)
- «Тайгова казка» (1951, Дятел)
- «Політ на Місяць» (1953, Сенді Робінсон)
- «Золота антилопа» (1954, хлопчик)
- «Зачарований хлопчик» (1955, Нільс Хольгерсон)
- «Палка рятувалка» (1956, хлопчик Мараш)
- «Пригоди Мурзилки» (1956, Петя, Мурзилка (частина реплік)
- «Знову двійка» (1957, Коля)
- «Казка про мертву царівну та про сімох богатирів» (1951, місяць)
- «Петя і Червона Шапочка» (1958, Петя, Бабуся)
- «Казка про Мальчиша-Кібальчиша» (1958, Мальчиш-Кібальчиш)
- «Таємниця далекого острова» (1958, Петя)
- «Дядя Стьопа — міліціонер» (1964, піонер-оповідач)
- «Пригоди коми та крапки» (1965, Борис Іванов / вчителька Ганна Петрівна)
- «Самий, самий, самий, самий» (1966, юне Левеня)
- «Де я його бачив?» (1966, пожежний) та інші…